# Screamfest ’07
Screamfest Tour 2007 – seria letnich koncertów na czele z amerykańskim raperem T.I. oraz piosenkarką R&B/pop Ciarą. Podczas trasy, nie zabrakło także znanych gości, takich jak Lloyd, T-Pain, Yung Joc, Tiffany Evans, Yung Berg oraz 50 cent. Seria koncertów zaczęła się 3 sierpnia 2007 na Arenie Nowego Orleanu w Nowym Orleanie, a zakończyła 2 września 2007 w Kalifornii w USA. Na początku trasa miała się rozpocząć 23 czerwca 2007, jednak z niewiadomych przyczyn została przesunięta.

## Daty trasy
| Data        | Miasto         | Miejsce               |
| ----------- | -------------- | --------------------- |
| 3 sierpnia  | Nowy Orlean    | New Orleans Arena     |
| 4 sierpnia  | Houston        | Toyota Center         |
| 6 sierpnia  | Dallas         | Nokia Theatre         |
| 10 sierpnia | Chicago        | Allstate Arena        |
| 11 sierpnia | Saint Louis    | Scottrade Center      |
| 12 sierpnia | Kansas City    | Kemper Arena          |
| 17 sierpnia | Indianapolis   | Fairgrounds           |
| 18 sierpnia | Waszyngton     | Verizon Center        |
| 19 sierpnia | Hampton        | Hampton Coliseum      |
| 21 sierpnia | Mansfield      | Tweeter Center        |
| 22 sierpnia | Nowy Jork      | Madison Square Garden |
| 23 sierpnia | Filadelfia     | Wachovia Center       |
| 24 sierpnia | Baltimore      | 1st Mariner Arena     |
| 25 sierpnia | Greensboro     | Greensboro Coliseum   |
| 26 sierpnia | Atlanta        | Philips Arena         |
| 29 sierpnia | Denver         | Coors Amphitheatre    |
| 31 sierpnia | San Jose       | HP Pavilion           |
| 1 września  | Universal City | Gibson Amphitheatre   |
| 2 września  | Universal City | Gibson Amphitheatre   |